# La Mesa (Bocas del Toro)
La Mesa es un corregimiento del distrito de Changuinola, en la provincia de Bocas del Toro, República de Panamá. Fue fundado el 19 de octubre de 2020, segregado del corregimiento de Las Tablas.

## Origen
El nombre del corregimiento fue Adquirido  por la comunidad de la Mesa, el cual tiene su origen por el relleno de tierra realizada por empresa bananera la cual tomo una forma de meseta, con el propósito, para la construcción de viviendas para los trabajadores.